# Donnellsmithia ternata
Donnellsmithia ternata là một loài thực vật có hoa trong họ Hoa tán. Loài này được (S.Watson) Mathias & Constance mô tả khoa học đầu tiên năm 1973.